# Athletic Ground (Richmond)
L' Athletic Ground est un stade localisé à Richmond dans le sud-ouest de Londres. Ce stade est développé dans les années 1890 par le club de cricket, de football et de rugby de Richmond et devient le siège des équipes de rugby à XV de Richmond Football Club et de London Scottish Football Club. Il accueille également des rencontres sportives internationales. 
Entre 1891 et 1909, avec le stade de Rectory Field à Blackheath, c'est le stade officieux de l'équipe d'Angleterre de rugby à XV avant la construction du stade de Twickenham.